# Christophe de Villeneuve Bargemon
Ne doit pas être confondu avec Christophe de Villeneuve-Bargemon.
 (mai 2018).
Si vous disposez d'ouvrages ou d'articles de référence ou si vous connaissez des sites web de qualité traitant du thème abordé ici, merci de compléter l'article en donnant les références utiles à sa vérifiabilité et en les liant à la section « Notes et références ».
Christophe de Villeneuve Bargemon, dit le rusé, est un membre notable de la famille de Villeneuve.
Il est notamment connu pour avoir fait revenir le roi Charles IX sur l'ordre qu'il avait donné du massacre des huguenots en Provence. Il est baptisé le 30 juin 1541 et meurt à Bargemon le 26 juillet 1615.

## Biographie
Christophe de Villeneuve, baron en Provence, est né en 1541 à Marseille. Après la mort de son père, il est mis sous la tutelle de son oncle Balthazard de Villeneuve. Il passe sa jeunesse à la cour, où il sera le page de François de Lorraine, duc de Guise. Il prit part au siège de Sisteron en 1568, sous les ordres du comte de Tende et fut envoyé avec sa compagnie pour maintenir l'ordre à Forcalquier. Il fut fait chevalier de l'ordre du roi (Saint-Michel) par lettres patentes du 15 avril 1570.
Peu de temps après le massacre de la Saint-Barthélemy, Villeneuve est envoyé à Paris afin d'annuler les ordres du roi Charles IX au sujet du massacre projeté des protestants en Provence, et il contribua à faire revenir le prince sur l'ordre qu'il avait déjà donné, empêchant ainsi ce massacre.

### Carrière politique
Il est un des chefs du parti catholique de Provence. En 1574, il prend d'assaut le château de Gréolières et y fait prisonnier le seigneur de Thaneron. Il est alors félicité par le roi Henri III pour ses bons services. En 1580, il devient député par la noblesse et assiste aux États tenus à Saint-Maximin au mois de février 1580 et Aix-en-Provence en avril 1599. En 1590, après la mort du roi Henri III, il devient le gouverneur de la moitié de la Provence. Il met un terme à son commandement le 10 mai 1592. Il meurt à Bargemon en 1615.

### Épouse
Christophe se marie avec Françoise de Grasse le 4 mars 1565. Elle conduit les opérations de la construction d'un mur qui entoure et protège la résidence principale de la famille Villeneuve à Bargemon. Elle décédera le 7 novembre 1621.